# Massachusetts Bay Colony

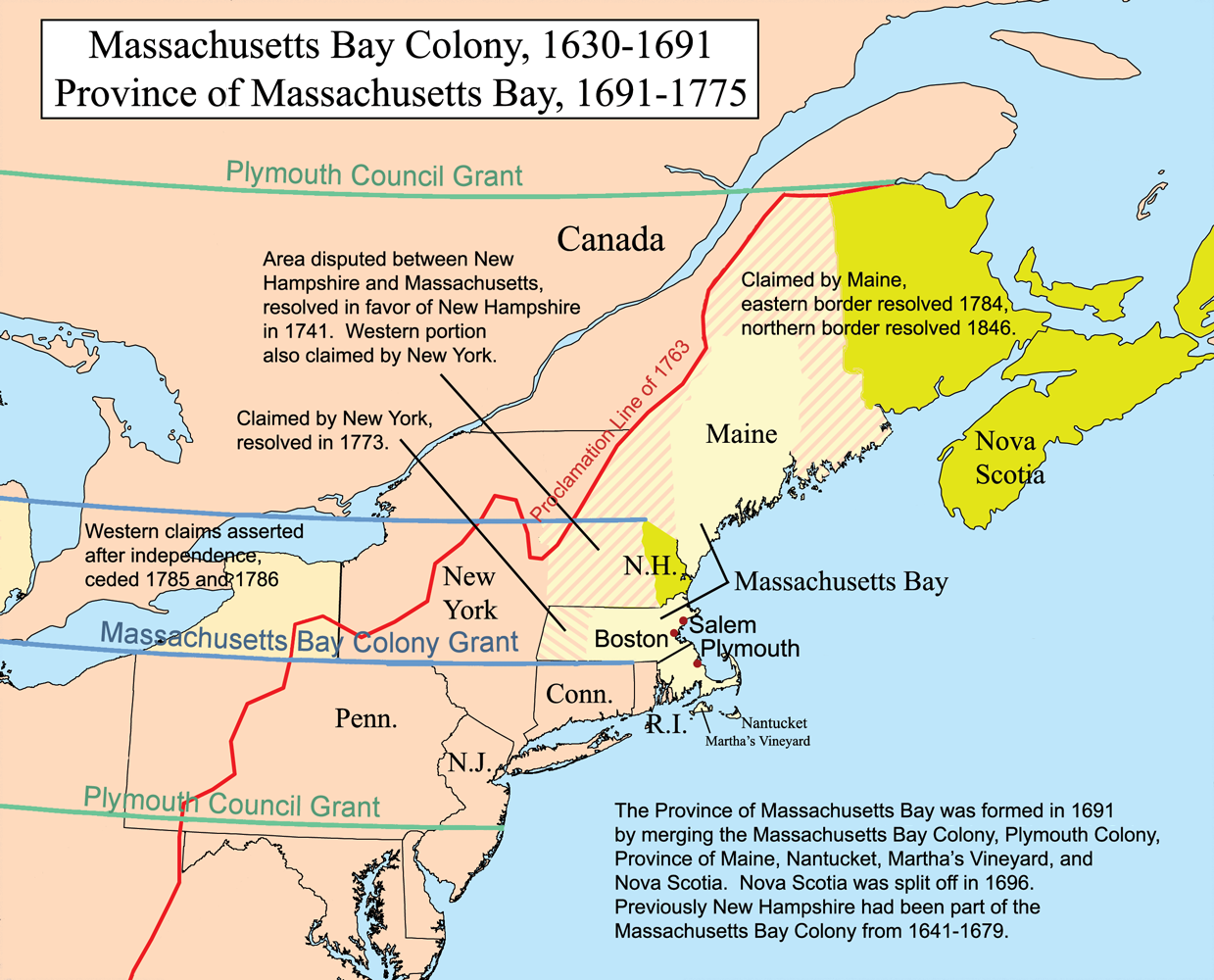
Karte der Massachusetts Bay Colony

Die Massachusetts Bay Colony, der historische Vorläufer des heutigen US-amerikanischen Bundesstaats Massachusetts, war eine englische Kolonie in Neuengland. Sie wurde 1629 durch eine Charta des englischen Königs gestiftet und in der Folge vor allem von englischen Puritanern besiedelt und geführt, die vor der Verfolgung im Mutterland geflohen waren. Die Charta wurde 1684 widerrufen und die Kolonie in Massachusetts Bay Province umbenannt; sie konnte aber noch bis zu ihrer Zusammenlegung mit der Plymouth Colony und einigen anderen Territorien und ihrer Umwandlung in eine Kronkolonie (1691) eine weitreichende Autonomie wahren.

## Gründung durch die Massachusetts Bay Company
Die Kolonie wurde durch die Massachusetts Bay Company gegründet, die ursprünglich den Namen New England Company trug. Ihr wurde 1629 von König Karl I. eine königliche Charta ausgestellt.
Bereits 1623 war auf das Bestreben des Puritaners John White durch die Dorchester Company eine Fischerkolonie auf Cape Ann in der Nähe der heutigen Stadt Gloucester gegründet worden, die jedoch erfolglos blieb. Die meisten Kolonisten kehrten nach England zurück, einige von ihnen zogen aber unter Führung von Roger Conant landeinwärts und gründeten 1626 die Siedlung Salem. Ihnen folgte John Endicott mit einer Gruppe puritanischer Siedler; er wurde nach ihrer Ankunft am 6. September 1628 zum Gouverneur gewählt.
Der Dorchester Company folgte die New England Company, die bereits 1628 vom Plymouth Council for New England ein Patent erhielt, das sich vom Merrimack River bis zum Charles River und je einen Drei-Meilen-Streifen an den Ufern beider Flüsse erstreckte. Durch die Umwandlung dieses Landpatents in die königliche Charta vom 4. März 1629, die weitgehende Autonomie und Selbstverwaltung zusicherte ohne jedoch einen bestimmten Ort als Hauptniederlassung festzulegen, wurde die New England Company in Massachusetts Bay Company umbenannt. Erst als 1684 die Charta widerrufen wurde, verlor die Massachusetts Bay Company an Bedeutung.

## Eine puritanische Kolonie
Die ersten 400 Siedler starteten bereits im April 1629. Die meisten Mitglieder der Company waren Kongregationalisten und die Ereignisse im Frühling und Sommer 1629 hatten sie überzeugt, dass sie nur außerhalb von England ihre Vorstellung von der Kirchenverfassung in die Tat umsetzen konnten. Karl I. hatte das Parlament aufgelöst und William Laud, der Erzbischof von Canterbury, erneuerte den Druck auf die Puritaner, sich der Anglikanischen Kirche unterzuordnen. Dies sollte zur Hauptursache für die größere Auswanderungswelle in den nächsten Jahren werden.
Die auswanderungswilligen Teilhaber der Massachusetts Bay Company erreichten eine Übereinkunft mit denjenigen Mitgliedern, die in England bleiben wollten, und kauften deren Anteile auf. Als John Winthrop im März 1630 auf sieben Schiffen mit den nächsten 700 Siedlern nach Neuengland aufbrach, nahm er die Charta mit. Nachdem er Salem erreicht hatte, löste er Endicott als Gouverneur ab.
Das benachbarte Boston wurde zur Hauptniederlassung der Massachusetts Bay Company und gleichzeitig zum Gouverneurssitz der Massachusetts Bay Colony, wodurch die politische und wirtschaftliche Führung der Kolonie in dieser Siedlung vereint waren.
In der Predigt Eine Stadt auf dem Hügel gab Winthrop seiner Vision Ausdruck, dass die neue Kolonie eine Gemeinschaft mit einem speziellen Bezug zu Gott werden solle. Das Bewusstsein, dass ihre Gemeinschaft eine heilige war, sollte das Leben der Kolonisten bestimmen. Dies mache es notwendig, Moral, Heirat, Kirchgang und die Lehre vom Wort Gottes gesetzlich ebenso vorzuschreiben, wie Sünden und Sünder unbarmherzig zu verfolgen und zu bestrafen.
Die Kolonie feierte ihren ersten Thanksgiving Day am 8. Juli 1630.
Massachusetts Bay Colony wuchs kontinuierlich weiter, selbst unter Schwierigkeiten. Im ersten Winter (1630–1631) starben über 200 Personen. Als die nächsten Schiffe ankamen, entschieden sich viele, nach England zurückzukehren. Dies war allerdings der einzige tragische Winter, den die junge Kolonie zu überstehen hatte. Während die Strenge des anglikanischen Erzbischofs Laud gegen die Puritaner in England anhielt, stieg auch die Einwanderungsrate an. Ende 1631 zählte die Kolonie bereits über 2000 Einwohner. Auch in Ungnade gefallene englische Pfarrer machten sich mit ihren Anhängern auf die Reise. So wurden etwa John Cotton, Roger Williams, Thomas Hooker, Richard Mather und andere Pfarrer puritanischer Gemeinden in Massachusetts.

## Die Saat der Demokratie
Die königliche Charta der Kolonie garantierte der Generalversammlung von Massachusetts das Recht, Beamte zu wählen und Gesetze zu erlassen. Die erste Versammlung wurde im Oktober 1630 abgehalten, bestand aber nur aus acht Freien (freemen). Diese stimmten dafür, alle legislativen, exekutiven und judikativen Rechte einem „Rat des Gouverneurs“ zu übergeben, der aus denselben acht Männern bestand. Dieser Rat legte die Stadtgrenzen fest, erhob Steuern und ernannte Beamte. Um Unruhen wegen der begrenzten Teilhabe an der Macht vorzubeugen, wurden weitere 118 Siedler als Freie in die Generalversammlung berufen, die Macht blieb aber beim Rat. Das erste Murren gegenüber dem System begann, als 1632 eine Steuer auf die ganze Kolonie erhoben wurde, obwohl es Winthrop schaffte, Befürchtungen zu beruhigen.
1634 kam die Streitfrage bezüglich der Regierung wieder auf und eine Gruppe unter Führung von Thomas Dudley verlangte die Charta zu sehen. Sie ersahen aus den Bestimmungen, dass die Generalversammlung alle Gesetze erlassen und aus allen freien Männern bestehen sollte. Sie verlangten, die Charta im Wortlaut auszuführen, und erreichten schließlich einen Kompromiss mit Winthrop. Sie kamen überein, dass der General Court jeweils aus zwei Delegierten aus jeder Stadt, dem Rat des Gouverneurs und dem Gouverneur selbst bestehen sollte. Die Beschlüsse dieser Versammlung sollten allgemein bindend sein. Was Winthrop nicht erwartete, war, dass sich dies auch auf die Wahl des Gouverneurs bezog und darauf Dudley gewählt wurde. Die erste Revolution war vollendet und aus einer Handelsgesellschaft war eine repräsentative Demokratie geworden. 1641 wurden der erste Gesetzestext erlassen, der „Massachusetts Body of Liberties“, der Verhalten und Bestrafungen spezifizierte.
Als 1684 die Charta widerrufen wurde, verlor die Massachusetts Bay Company an Bedeutung. Nach einer kurzen Übergangszeit als Massachusetts Bay Province wurde Massachusetts Bay Colony 1691 Teil der britischen Kronkolonien.

## Gerichtsbarkeit
Eine der ersten Personen, die in der Kolonie hingerichtet wurden, war Dorothy Talbye, die wegen Mordes an ihrer Tochter gehängt wurde, obwohl sie offenkundig wahnsinnig war. Zu dieser Zeit wurde zwischen kriminellem Verhalten und Taten, die aufgrund einer Geisteskrankheit verübt wurden, nicht unterschieden.
Im Verlauf der Hexenverfolgung in der Massachusetts Bay Colony wurde 1648 die Hebamme Margaret Jones als Hexe gehängt. Es wurde ihr zur Last gelegt, dass sich der Zustand einiger ihrer Patienten während ihrer Pflege verschlechtert hatte.
Die Führung der Kolonie verfolgte die Quäker. 1660 wurde die englische Quäkerin Mary Dyer in Boston gehängt, weil sie das Gesetz missachtet hatte, das Quäker aus der Kolonie verbannte. Außer ihr wurden noch drei andere Quäker in der Kolonie gehängt. Sie wurden als die Märtyrer von Boston bekannt. König Karl II. von England verbot jedoch Massachusetts 1661 ausdrücklich weitere Exekutionen an Quäkern.

## Gouverneure der Massachusetts Bay Colony
Die Liste der Gouverneure von Massachusetts Bay Colony von 1629 bis 1686:
| Gouverneur             | Gouverneur | von  | bis  |
| ---------------------- | ---------- | ---- | ---- |
| John Endicott          |            | 1629 | 1630 |
| John Winthrop          |            | 1630 | 1633 |
| Thomas Dudley          |            | 1634 | 1634 |
| John Haynes            |            | 1635 | 1635 |
| Henry Vane the Younger |            | 1636 | 1636 |
| John Winthrop          |            | 1637 | 1639 |
| Thomas Dudley          |            | 1640 | 1640 |
| Richard Bellingham     |            | 1641 | 1641 |
| John Winthrop          |            | 1642 | 1643 |
| John Endicott          |            | 1644 | 1644 |
| Thomas Dudley          |            | 1645 | 1645 |
| John Winthrop          |            | 1646 | 1648 |
| John Endicott          |            | 1649 | 1649 |
| Thomas Dudley          |            | 1650 | 1650 |
| John Endicott          |            | 1651 | 1653 |
| Richard Bellingham     |            | 1654 | 1654 |
| John Endicott          |            | 1655 | 1664 |
| Richard Bellingham     |            | 1665 | 1672 |
| John Leverett          |            | 1673 | 1678 |
| Simon Bradstreet       |            | 1679 | 1686 |